# 9842 Фунакоші
9842 Фунакоші (9842 Funakoshi) — астероїд головного поясу, відкритий 15 січня 1989 року.
Тіссеранів параметр щодо Юпітера — 3,623.